# Kankan (regio)
Kankan is de qua oppervlakte grootste regio van Guinee.
De regio heeft een oppervlakte van meer dan 65.000 vierkante kilometer. Hierop werden naar schatting in 1998 ruim één miljoen inwoners geteld.

## Grenzen
De regio Kankan ligt in de noordoosthoek van Guinee en grenst daar aan
twee buurlanden:
- Drie regio's van Mali:
  - Kayes in het noorden.
  - Koulikoro in het noordoosten.
  - Sikasso in het oosten.
- De regio Denguélé van Ivoorkust in het zuidoosten.

Anders heeft de regio nog twee buurregio's:
- Nzérékoré in het zuiden.
- Faranah in het westen.

## Prefecturen
De regio is verder onderverdeeld in vijf prefecturen:
- Kankan
- Kérouané
- Kouroussa
- Mandiana
- Siguiri

Boké · Conakry · Faranah · Kankan · Kindia · Labé · Mamou · Nzérékoré